# Музей Смоки

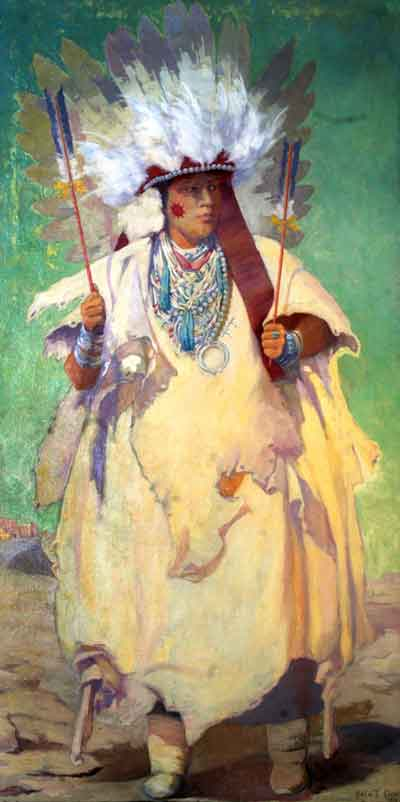
Картина Кейт Кори Buffalo Dancer в Музее Смоки

Музей Смоки (англ. Smoki Museum, полное название Smoki Museum of American Indian Art and Culture, с 2020 года — Museum of Indigenous People, сокр. MIP) — музей коренных американцев, расположенный в городе Прескотт, штат Аризона.

## История
Музей был основан частично благодаря усилиям американской художницы и фотографа Кейт Кори, которая пожертвовала восемь своих картин и фотоальбом для его коллекции, а также археолога доктора Байрона Каммингса из Университета Аризоны, чтобы разместить некоторые из артефактов, которые он и его коллеги обнаружили во время раскопок. Музей своим возникновением также обязан благодаря мероприятиям, проводимым группой белых жителей Аризоны, которые разыгрывали церемониальные танцы коренных американцев. Белые церемониальные актёры называли себя «Племя Смоки» («Smoki Tribe»).
Здание музея из камня и бревен было построено в 1935 году при участии Управления промышленно-строительными работами общественного назначения. В 1991 году музей стал некоммерческой организацией. Внесён в Национальный реестр исторических мест США.
Более чем 2000 экспонатов музея включают керамику, плетеные изделия, изделия из камня и бисера. Возраст музейных артефактов варьируется от доколумбовой эпохи до наших дней. Некоторые экспозиции обновляются раз в 4-6 месяцев. 
Музей коренных народов открыт ежедневно с 10:00 a.m. до 4:00 p.m. кроме воскресенья с 1:00 a.m. до 4:00 p.m..